# Хоульберг, Гудрун
Гудрун Хоульберг (дат. Gudrun Houlberg; 21 февраля 1889 — 14 января 1940) — датская актриса, снявшаяся в более чем 40 фильмах с 1910 по 1934 год. Наибольшую известность ей принесли роли в лентах «Клоун» (дат. Klovnen, 1917) и «Честь графини» (дат. Grevindens ære, 1919).

## Биография
Гудрун Хоульберг родилась 21 февраля 1889 года в Виборге в семье торговца Антона Нильсена Хоульберга (1863—1949) и Сёрин Поулины Фредерикки Праль (1867—1955). Она посещала школу при Королевском театре Дании в Копенгагене, где дебютировала на сцене в 1906 году. Проработав некоторое время в театре Дагмар (Dagmarteatret) с 1914 по 1918 год, она вернулась в Королевский театр.
Она дебютировала в фильме кинокомпании Nordisk Film в 1910 году, когда снялась в немой ленте Et gensyn. В 1912 году она перешла в киноотдел Skandinavisk-Russisk Handelshus (Скандинавско-русский торговый дом), где снялась почти в 30 фильмах, пока в 1916 году не была нанята кинокомпанией Nordisk Film. В 1917 году она сыграла роль цирковой наездницы без седла в очень успешном фильме А. В. Сандберга «Клоун», где её партнёром был актёр Вальдемар Эйнар Псиландер, умерший через несколько месяцев после съёмок. Она снялась в длинной серии немых мелодрам и комедий, снятых кинокомпанией «Nordisk Film». В 1934 году под своей замужней фамилией Гудрун Миддельбоэ, она взяла на себя роль Томсен в звуковом фильме Эмануэля Грегерса «Получите сенсацию» (дат. Skaf en sensation). Обладая тёмными волосами и тонкими чертами лица Хоульберг резко контрастировала с другой датской звездой того времени, светловолосой сорвиголовой Эмили Санном.
В 1917 году она вышла замуж за оперного певца Хельге Ниссена (1871—1926), а в 1932 году — за инженера Пола Миддельбоэ, но этот брак продлился недолго. Гудрун Хоульберг умерла 14 января 1940 года в Риме, в возрасте 50 лет